# Треповка
Тре́повка (укр. Трепівка) — село в Субботцевской сельской общине Кропивницкого района Кировоградской области Украины.
До 2020 года входило в Знаменский район
Население по переписи 2001 года составляло 1302 человека. Почтовый индекс — 27440. Телефонный код — 5233. Занимает площадь 2,397 км². Код КОАТУУ — 3522287401.
В селе родился Герой Советского Союза Владимир Крюченко.